# Giuseppe Giamberti
Giuseppe Giamberti (Rome vers 1600 - Rome, après 1662) est un maître de chapelle et un compositeur italien.

## Biographie
Giuseppe Giamberti a reçu sa formation musicale de Giovanni Bernardino Nanino et Paolo Agostini, comme il l'a mentionné sur la première page de Poesie diverse. Il a d'abord travaillé comme successeur de Fabio Costantini (environ 1575- après 1644) en tant que maître de chapelle à la cathédrale d'Orvieto, puis il a occupé ce poste dans deux églises de sa ville natale.
Grâce à l'enseignement reçu, il est devenu un maître du style polyphonique comme le démontre son exposition en quatre parties du Veni sponsa Christi. Il a écrit plusieurs motets et antiennes de la même qualité et beaucoup d'autres œuvres sacrées. Certaines œuvres profanes pour guitare et quelques chants et pièces diverses montrent qu'il a abordé avec un esprit ouvert les autres genres musicaux.

## Œuvres
- Opus 1 : Poesie diverse poste in musica (Rome, 1623)
- Op. 2 : Sacrae modulationes, liber primus (Orvieto, 1627)
- Op. 3 : Laudi spirituali poste in musica in diversi stili (Orvieto, 1628)
- Antiphonae et motecta festis omnibus propria (Rome, 1650) une parmi un ensemble de 200.
- Duo tessuti con diversi solfeggiamenti, scherzi, perfidie, et oblighi (Rome, 1657)
- 1 Motet à 3 voix et B.c. (1662)
- Missa Veni, sponsa Christi